# I. e. 348
Évszázadok: i. e. 5. század – i. e. 4. század – i. e. 3. század
Évtizedek: i. e. 390-es évek – i. e. 380-as évek – i. e. 370-es évek – i. e. 360-as évek – i. e. 350-es évek – i. e. 340-es évek – i. e. 330-as évek – i. e. 320-as évek – i. e. 310-es évek – i. e. 300-as évek – i. e. 290-es évek
Évek: i. e. 353 – i. e. 352 – i. e. 351 – i. e. 350 –  i. e. 349 – i. e. 348 – i. e. 347 – i. e. 346 – i. e. 345 – i. e. 344 – i. e. 343

## Események

### Perzsa Birodalom
- III. Artaxerxész király hatalmas seregével megostromolja a lázadó Szidónt. A kegyelmét kérő polgárokat megöleti, mire az ostromlottak felgyújtják a várost és negyvenezren vesznek oda a tűzvészben.[1]

### Görögország
- Euboia szigete a makedónok támogatásával fellázad Athén uralma ellen. Phókión vezetésével kis athéni sereg érkezik a szigetre, amelyet a helyi makedónpárti erők megtámadnak, de visszaverik őket. Phókión elfoglalja Zaretra erődjét, majd hazatér.
- Az Euboia-beli felkelés miatt az athéniak nem tudnak a velük szövetséges makedóniai városok segítségére sietni. II. Philipposz király elfoglalja Olünthoszt és az egész Khalkidiké-félszigetet birodalmához csatolja.

### Róma
- Consullá választják Marcus Valerius Corvust és Marcus Popillius Laenast. Róma barátsági szerződést köt Karthágóval. Az antiumiak újjáépítik a latinok által korábban lerombolt Satricumot.[2]

## Fordítás
- Ez a szócikk részben vagy egészben  a(z)   348 BC című angol Wikipédia-szócikk ezen változatának fordításán alapul.  Az eredeti cikk szerkesztőit annak laptörténete sorolja fel. Ez a jelzés csupán a megfogalmazás eredetét és a szerzői jogokat jelzi, nem szolgál a cikkben szereplő információk forrásmegjelöléseként.